# ليه بيري (لاعب كريكت)
ليه بيري (1906 في المملكة المتحدة - 1985 في المملكة المتحدة) (بالإنجليزية: Les Berry)‏ هو لاعب كريكت بريطاني وبريطاني (وحمل سابقاً جنسية المملكة المتحدة لبريطانيا العظمى وأيرلندا). شارك مع منتخب إنجلترا للكريكت.

## وصلات خارجية
- ليه بيري على موقع إي آس بي آن كريك إنفو (الإنجليزية)